# 神戸市立長楽小学校
神戸市立長楽小学校（こうべしりつ ながらしょうがっこう）は、かつて兵庫県神戸市長田区にあった公立小学校。
2006年に神戸市立二葉小学校と統合して神戸市立駒ケ林小学校となり、廃校となった。校舎は解体され、2008年には跡地に駒ケ林小学校の新校舎が建てられた。

## 沿革
- 1916年（大正5年） - 真陽尋常小学校（現・神戸市立真陽小学校）から分離し、長楽尋常小学校として開校。
- 1922年（大正11年） - 高等科を併設し、長楽尋常高等小学校に改称。
- 1926年（大正15年） - 高等科を廃止し、長楽尋常小学校に改称。
- 1929年（昭和4年） - 二葉尋常小学校（後の神戸市立二葉小学校）を分離。
- 1936年（昭和11年） - 高等科を併設。
- 1937年（昭和12年） - 千歳尋常小学校（後に神戸市立千歳小学校を経て、現・神戸市立だいち小学校）を分離。
- 1940年（昭和15年） - 高等科を廃止。
- 1941年（昭和16年） - 長楽国民学校に改称。
- 1944年（昭和19年） - 県内出石町方面へ学童集団疎開を開始（1945年まで）。
- 1945年（昭和20年） - 神戸大空襲により校舎が被災。
- 1946年（昭和21年） - 神戸市立若松高等小学校を併設。
- 1947年（昭和22年） - 神戸市立長楽小学校に改称。若松高等小学校が神戸市立駒ケ林中学校となり、移転。
- 1979年（昭和54年） - 新校舎が落成。
- 1995年（平成4年） - 週5日制を月に1度開始。
- 1995年（平成7年）1月17日 - 午前5時46分、阪神・淡路大震災が発生。校内に避難所を設置（1,800名が避難）。
- 1995年（平成7年） - 千歳小学校で授業再開。避難所を閉鎖。
- 2006年（平成18年） - 閉校式を挙行。校舎解体が始まる。
- 2008年（平成20年） - 駒ケ林小学校新校舎が長楽小学校跡地に竣工。

## 校区
以下の校区は閉校時のもの。
- 腕塚町九丁目～十丁目
- 久保町九丁目～十丁目
- 二葉町九丁目～十丁目
- 駒ヶ林町五丁目～六丁目
- 浪松町五丁目～六丁目

- 野田町五丁目～九丁目
- 海運町五丁目～八丁目
- 本庄町五丁目～八丁目
- 長楽町五丁目～七丁目
- 駒ヶ林南町

## 校歌
作詞：今井広史、作曲：斎藤登

## 周辺
- 神戸野田高等学校
- 神戸海運郵便局
- カトリックたかとり教会

## 交通アクセス
閉校当時のもの。
- 西日本旅客鉄道（JR西日本）山陽本線鷹取駅から南へ600m。
- 神戸市営バス（5・80・81・85・113系統）大橋9丁目にて下車、南西へ200m。

## 主な出身者
- 妹尾河童 - 『少年H』にも当校が登場。